# It's Okay to Cry
«It's Okay to Cry» es una canción de la cantante y compositora escocesa Sophie, incluida en su primer álbum de estudio Oil of Every Pearl's Un-Insides (2018). El sencillo fue publicado el 23 de octubre de 2017. Esta fue la primera vez que la voz de Sophie apareció en su trabajo.

## Antecedentes
Al principio de la carrera de la artista, Sophie se destacó por su naturaleza solitaria, rara vez concedía entrevistas y utilizaba fotografías de prensa que oscurecían su apariencia. Se creía ampliamente que era un hombre cisgénero y fue criticada por "apropiación de género" por inspirarse en una estética femenina y actuar bajo el nombre de Sophie.
"It's Okay to Cry" y el vídeo musical que lo acompaña, ambos lanzados el 19 de octubre de 2017, son los primeros trabajos de Sophie que presentan su propio rostro y voz y fueron interpretados por muchos como el primer reconocimiento público de la artista de su identidad transgénero.

## Recepción crítica
La crítica musical de la revista Vice, Lauren O'Neill, elogió "It's Okay to Cry" como una nueva dirección estilística para Sophie. "It's Okay to Cry" apareció como una de las mejores canciones del artista en listas publicadas por The Guardian y Billboard. Charli XCX, colaboradora frecuente de Sophie, incluyó la canción "So I" en su álbum de estudio Brat de 2024 como tributo a Sophie, con letra que hace referencia a "It's Okat to Cry".
La canción fue incluida en numerosas listas anuales de revistas musicales entre los mejores sencillos del año 2017.
| Revista              | Lista                        | Ranking | Ref.   |
| -------------------- | ---------------------------- | ------- | ------ |
| Billboard            | 100 best songs of 2017       | 92      | [ 11 ] |
| Dazed                | The 20 best tracks of 2017   | 5       | [ 12 ] |
| The Fader            | The 101 best songs of 2017   | 96      | [ 13 ] |
| The Line of Best Fit | The fifty best songs of 2017 | 45      | [ 14 ] |
| Vice                 | The 100 best songs of 2017   | 86      | [ 15 ] |